# Cele mai bune 100 de romane polițiste dintotdeauna
Cele mai bune 100 de romane polițiste dintotdeauna (în original The Top 100 Crime Novels of All Time) este un clasament de romane polițiste publicat sub formă de carte în 1990 de către Asociația Autorilor de Romane Polițiste (CWA) din Regatul Unit. Un clasament similar, conținînd în parte aceleași romane, a fost publicat în 1995 de către o organizație omoloagă (MWA) în SUA, sub titlul echivalent The Top 100 Mystery Novels of All Time.

## CWA
| Nr. | Titlul original                                                    | Titlul în română                               | Autor                      | An        |
| --- | ------------------------------------------------------------------ | ---------------------------------------------- | -------------------------- | --------- |
| 1   | en:The Daughter of Time                                            | Fiica timpului                                 | Josephine Tey              | 1951      |
| 2   | en:The Big Sleep                                                   | Somnul de veci (film)                          | Raymond Chandler           | 1939      |
| 3   | en:The Spy Who Came In From the Cold                               | Spionul care a ieșit din joc (film)            | John le Carré              | 1963      |
| 4   | en:Gaudy Night                                                     |                                                | Dorothy L. Sayers          | 1935      |
| 5   | en:The Murder of Roger Ackroyd                                     | Cine l-a ucis pe Roger Ackroyd (film)          | Agatha Christie            | 1926      |
| 6   | Rebecca                                                            | Rebecca (film)                                 | Daphne du Maurier          | 1938      |
| 7   | en:Farewell My Lovely                                              | Adio, iubito! (film)                           | Raymond Chandler           | 1940      |
| 8   | en:The Moonstone                                                   | Piatra lunii                                   | Wilkie Collins             | 1868      |
| 9   | en:The IPCRESS File                                                | (film)                                         | Len Deighton               | 1962      |
| 10  | The Maltese Falcon                                                 | Șoimul maltez (film)                           | Dashiell Hammett           | 1930      |
| 11  | en:The Franchise Affair                                            |                                                | Josephine Tey              | 1948      |
| 12  | en:Last Seen Wearing ... (Hillary Waugh novel)                     |                                                | Hillary Waugh              | 1952      |
| 13  | Il nome della rosa                                                 | Numele trandafirului                           | Umberto Eco                | 1980      |
| 14  | Rogue Male                                                         |                                                | Geoffrey Household         | 1939      |
| 15  | The Long Goodbye                                                   | Rămas bun pentru vecie                         | Raymond Chandler           | 1953      |
| 16  | en:Malice Aforethought                                             |                                                | Francis Iles               | 1931      |
| 17  | en:The Day of the Jackal                                           | Ziua Șacalului                                 | Frederick Forsyth          | 1971      |
| 18  | en:The Nine Tailors                                                | The Nine Tailors                               | Dorothy L. Sayers          | 1934      |
| 19  | Ten Little Niggers Ten Little Indians en:And Then There Were None  | Zece negri mititei (adaptări)                  | Agatha Christie            | 1939      |
| 20  | en:The Thirty-Nine Steps                                           | Cele treizeci și nouă de trepte 39 de trepte   | John Buchan                | 1915      |
| 21  | en:The Collected Sherlock Holmes Short Stories                     | Sherlock Holmes (nuvele)                       | Arthur Conan Doyle         | 1892–1927 |
| 22  | en:Murder Must Advertise                                           |                                                | Dorothy L. Sayers          | 1933      |
| 23  | en:Tales of Mystery & Imagination                                  | (nuvele)                                       | Edgar Allan Poe            | 1852      |
| 24  | The Mask of Dimitrios A Coffin for Dimitrios                       | Masca lui Dimitrios Un sicriu pentru Dimitrios | Eric Ambler                | 1939      |
| 25  | en:The Moving Toyshop                                              |                                                | Edmund Crispin             | 1946      |
| 26  | en:The Tiger in the Smoke                                          |                                                | Margery Allingham          | 1952      |
| 27  | en:The False Inspector Dew                                         |                                                | Peter Lovesey              | 1982      |
| 28  | The Woman in White                                                 | Femeia în alb                                  | Wilkie Collins             | 1860      |
| 29  | en:A Dark-Adapted Eye                                              |                                                | Barbara Vine               | 1986      |
| 30  | The Postman Always Rings Twice                                     | Poștașul sunǎ întotdeauna de douǎ ori          | James M. Cain              | 1934      |
| 31  | en:The Glass Key                                                   | Cheia de sticlă                                | Dashiell Hammett           | 1931      |
| 32  | en:The Hound of the Baskervilles                                   | Câinele din Baskerville                        | Arthur Conan Doyle         | 1901–1902 |
| 33  | en:Tinker, Tailor, Soldier, Spy                                    | Cârtița                                        | John le Carré              | 1974      |
| 34  | en:Trent's Last Case                                               | Ultima anchetă a lui Philip Trent              | E.C. Bentley               | 1913      |
| 35  | From Russia, with Love                                             | Din Rusia, cu dragoste                         | Ian Fleming                | 1957      |
| 36  | en:Cop Hater                                                       | Cop Hater                                      | Ed McBain                  | 1956      |
| 37  | en:The Dead of Jericho                                             |                                                | Colin Dexter               | 1981      |
| 38  | Strangers on a Train                                               | Strǎinii din tren                              | Patricia Highsmith         | 1950      |
| 39  | en:A Judgement in Stone                                            |                                                | Ruth Rendell               | 1977      |
| 40  | The Hollow Man The Three Coffins                                   |                                                | John Dickson Carr          | 1935      |
| 41  | en:The Poisoned Chocolates Case                                    | Cutia cu bomboane otrǎvite                     | Anthony Berkeley           | 1929      |
| 42  | en:A Morbid Taste for Bones                                        | Un gust bolnavicios pentru oase                | Ellis Peters               | 1977      |
| 43  | en:The Leper of Saint Giles                                        |                                                | Ellis Peters               | 1981      |
| 44  | A Kiss Before Dying                                                | Sǎrutul dinaintea morții                       | Ira Levin                  | 1953      |
| 45  | en:The Talented Mr. Ripley                                         | Talentatul domn Ripley (film)                  | Patricia Highsmith         | 1955      |
| 46  | Brighton Rock                                                      | Brighton Rock                                  | Graham Greene              | 1938      |
| 47  | en:The Lady in the Lake                                            | Doamna din lac                                 | Raymond Chandler           | 1943      |
| 48  | en:Presumed Innocent                                               | Presupus nevinovat                             | Scott Turow                | 1987      |
| 49  | en:A Demon in My View                                              |                                                | Ruth Rendell               | 1976      |
| 50  | en:The Devil in Velvet                                             |                                                | John Dickson Carr          | 1951      |
| 51  | en:A Fatal Inversion                                               |                                                | Barbara Vine               | 1987      |
| 52  | en:The Journeying Boy The Case of the Journeying Boy               |                                                | Michael Innes              | 1949      |
| 53  | en:A Taste for Death                                               | Gustul morții                                  | P.D. James                 | 1986      |
| 54  | en:The Eagle Has Landed                                            | Vulturul a aterizat                            | Jack Higgins               | 1975      |
| 55  | en:My Brother Michael                                              |                                                | Mary Stewart               | 1960      |
| 56  | en:Bertie and the Tin Man                                          |                                                | Peter Lovesey              | 1987      |
| 57  | Penny Black                                                        |                                                | Susan Moody                | 1984      |
| 58  | Game, Set & Match (en:Berlin Game, en:Mexico Set, en:London Match) |                                                | Len Deighton               | 1984–1986 |
| 59  | en:The Danger                                                      |                                                | Dick Francis               | 1983      |
| 60  | en:Devices and Desires                                             | Planuri si dorințe                             | P.D. James                 | 1989      |
| 61  | Under World                                                        |                                                | Reginald Hill              | 1988      |
| 62  | en:Nine Coaches Waiting                                            |                                                | Mary Stewart               | 1958      |
| 63  | en:A Running Duck Fair Game                                        |                                                | Paula Gosling              | 1978      |
| 64  | en:Smallbone Deceased                                              |                                                | Michael Gilbert            | 1950      |
| 65  | en:The Rose of Tibet                                               |                                                | Lionel Davidson            | 1962      |
| 66  | Innocent Blood                                                     | Innocent Blood                                 | P.D. James                 | 1980      |
| 67  | en:Strong Poison                                                   | Strong Poison                                  | Dorothy L. Sayers          | 1930      |
| 68  | en:Hamlet, Revenge!                                                |                                                | Michael Innes              | 1937      |
| 69  | en:A Thief of Time                                                 |                                                | Tony Hillerman             | 1989      |
| 70  | en:A Bullet in the Ballet                                          |                                                | Caryl Brahms & S. J. Simon | 1937      |
| 71  | en:Deadheads                                                       |                                                | Reginald Hill              | 1983      |
| 72  | en:The Third Man                                                   | Al treilea om                                  | Graham Greene              | 1950      |
| 73  | en:The Labyrinth Makers                                            |                                                | Anthony Price              | 1974      |
| 74  | en:The Berlin Memorandum (film) The Quiller Memorandum             |                                                | Adam Hall                  | 1965      |
| 75  | en:Beast in View                                                   |                                                | Margaret Millar            | 1955      |
| 76  | en:The Shortest Way to Hades                                       |                                                | Sarah Caudwell             | 1984      |
| 77  | Running Blind                                                      |                                                | Desmond Bagley             | 1970      |
| 78  | Twice Shy                                                          |                                                | Dick Francis               | 1981      |
| 79  | en:The Manchurian Candidate                                        | Candidatul manciurian                          | Richard Condon             | 1959      |
| 80  | Killings at Badger's Drift en:The Killings at Badger's Drift       | Asasinatele din Badger's Drift                 | Caroline Graham            | 1987      |
| 81  | The Beast Must Die                                                 |                                                | Nicholas Blake             | 1963      |
| 82  | Gorky Park                                                         | Gorki park                                     | Martin Cruz Smith          | 1981      |
| 83  | en:Death Comes as the End                                          | Moartea vine ca un sfârșit                     | Agatha Christie            | 1945      |
| 84  | en:Green for Danger                                                |                                                | Christianna Brand          | 1945      |
| 85  | en:Tragedy at Law                                                  |                                                | Cyril Hare                 | 1942      |
| 86  | en:The Collector                                                   | Colecționarul (film)                           | John Fowles                | 1963      |
| 87  | en:Gideon's Day Gideon of Scotland Yard                            |                                                | J. J. Marric               | 1955      |
| 88  | en:The Sun Chemist                                                 |                                                | Lionel Davidson            | 1976      |
| 89  | The Guns of Navarone                                               | Tunurile din Navarone                          | Alistair MacLean           | 1957      |
| 90  | en:The Colour of Murder                                            |                                                | Julian Symons              | 1957      |
| 91  | en:Greenmantle                                                     |                                                | John Buchan                | 1916      |
| 92  | en:The Riddle of the Sands                                         | Enigma Nisipurilor                             | Erskine Childers           | 1903      |
| 93  | en:Wobble to Death                                                 |                                                | Peter Lovesey              | 1970      |
| 94  | en:Red Harvest                                                     | Secerișul roșu                                 | Dashiell Hammett           | 1929      |
| 95  | en:The Key to Rebecca                                              | Codul "Rebecca"                                | Ken Follett                | 1980      |
| 96  | en:Sadie When She Died                                             |                                                | Ed McBain                  | 1972      |
| 97  | en:The Murder of the Maharajah                                     |                                                | H. R. F. Keating           | 1980      |
| 98  | en:What Bloody Man Is That?                                        |                                                | Simon Brett                | 1987      |
| 99  | en:Shooting Script                                                 | Shooting Script                                | Gavin Lyall                | 1966      |
| 100 | en:The Four Just Men                                               | Cei patru incoruptibili [?]                    | Edgar Wallace              | 1906      |

## MWA
| Nr. | Titlul original                                                   | Titlul în română                                 | Autor                    | An        | CWA     | Rând ?? |
| --- | ----------------------------------------------------------------- | ------------------------------------------------ | ------------------------ | --------- | ------- | ------- |
| 1   | The Complete Sherlock Holmes                                      | Canonul lui Sherlock Holmes (nuvele și 4 romane) | Arthur Conan Doyle       | 1887–1927 | Da · Nu | 21, 32  |
| 2   | The Maltese Falcon                                                | Șoimul maltez                                    | Dashiell Hammett         | 1930      | Da      | 10      |
| 3   | en:Tales of Mystery & Imagination                                 | (nuvele)                                         | Edgar Allan Poe          | 1852      | Da      | 23      |
| 4   | en:The Daughter of Time                                           | Fiica timpului                                   | Josephine Tey            | 1951      | Da      | 1       |
| 5   | en:Presumed Innocent                                              |                                                  | Scott Turow              | 1987      | Da      | 48      |
| 6   | en:The Spy Who Came In From the Cold                              |                                                  | John le Carré            | 1963      | Da      | 3       |
| 7   | en:The Moonstone                                                  | Piatra lunii                                     | Wilkie Collins           | 1868      | Da      | 8       |
| 8   | en:The Big Sleep                                                  | Somnul de veci (film)                            | Raymond Chandler         | 1939      | Da      | 2       |
| 9   | Rebecca                                                           | Rebecca (film)                                   | Daphne du Maurier        | 1938      | Da      | 6       |
| 10  | Ten Little Niggers Ten Little Indians en:And Then There Were None | Zece negri mititei                               | Agatha Christie          | 1939      | Da      | 19      |
| 11  | Anatomy of a Murder                                               |                                                  | Robert Traver            | 1958      | Nu      |         |
| 12  | en:The Murder of Roger Ackroyd                                    | Cine l-a ucis pe Roger Ackroyd                   | Agatha Christie          | 1926      | Da      | 5       |
| 13  | The Long Goodbye                                                  | Lunga despărțire                                 | Raymond Chandler         | 1953      | Da      | 15      |
| 14  | The Postman Always Rings Twice                                    | The Postman Always Rings Twice (film)            | James M. Cain            | 1934      | Da      | 30      |
| 15  | The Godfather                                                     | Nașul (film)                                     | Mario Puzo               | 1969      | Nu      |         |
| 16  | The Silence of the Lambs                                          | The Silence of the Lambs (film)                  | Thomas Harris            | 1988      | Nu      |         |
| 17  | The Mask of Dimitrios A Coffin for Dimitrios                      | Masca lui Dimitrios                              | Eric Ambler              | 1939      | Da      | 24      |
| 18  | en:Gaudy Night                                                    |                                                  | Dorothy L. Sayers        | 1935      | Da      | 4       |
| 19  | Witness for the Prosecution                                       | Witness for the Prosecution (piesă de teatru)    | Agatha Christie          | 1948      | Nu      |         |
| 20  | en:The Day of the Jackal                                          |                                                  | Frederick Forsyth        | 1971      | Da      | 17      |
| 21  | en:Farewell My Lovely                                             |                                                  | Raymond Chandler         | 1940      | Da      | 7       |
| 22  | en:The Thirty-Nine Steps                                          | Cele treizeci și nouă de trepte 39 de trepte     | John Buchan              | 1915      | Da      | 20      |
| 23  | Il nome della rosa                                                | Numele trandafirului                             | Umberto Eco              | 1980      | Da      | 13      |
| 24  | «Преступление и наказание»                                        | Crimă și pedeapsă                                | Feodor Dostoievski       | 1866      | Nu      |         |
| 25  | Storm Island en:Eye of the Needle                                 | Prin urechile acului                             | Ken Follett              | 1978      | Nu      |         |
| 26  | Rumpole of the Bailey                                             | Rumpole of the Bailey                            | John Mortimer            | 1978      | Nu      |         |
| 27  | Red Dragon                                                        | Red Dragon (film)                                | Thomas Harris            | 1981      | Nu      |         |
| 28  | en:The Nine Tailors                                               | The Nine Tailors                                 | Dorothy L. Sayers        | 1934      | Da      | 18      |
| 29  | Fletch                                                            |                                                  | Gregory Mcdonald         | 1974      | Nu      |         |
| 30  | en:Tinker, Tailor, Soldier, Spy                                   |                                                  | John le Carré            | 1974      | Da      | 33      |
| 31  | en:The Thin Man                                                   | Uscățivul                                        | Dashiell Hammett         | 1934      | Nu      |         |
| 32  | The Woman in White                                                | Femeia în alb                                    | Wilkie Collins           | 1860      | Da      | 28      |
| 33  | en:Trent's Last Case                                              | Ultima anchetă a lui Philip Trent                | E.C. Bentley             | 1913      | Da      | 34      |
| 34  | Double Indemnity                                                  | Double Indemnity                                 | James M. Cain            | 1943      | Nu      |         |
| 35  | Gorky Park                                                        | Gorki park                                       | Martin Cruz Smith        | 1981      | Da      | 82      |
| 36  | en:Strong Poison                                                  | Strong Poison                                    | Dorothy L. Sayers        | 1930      | Da      | 67      |
| 37  | en:Dance Hall of the Dead                                         |                                                  | Tony Hillerman           | 1973      | Nu      |         |
| 38  | The Hot Rock                                                      |                                                  | Donald E. Westlake       | 1970      | Nu      |         |
| 39  | en:Red Harvest                                                    | Secerișul roșu                                   | Dashiell Hammett         | 1929      | Da      | 94      |
| 40  | en:The Circular Staircase                                         |                                                  | Mary Roberts Rinehart    | 1908      | Nu      |         |
| 41  | en:Murder on the Orient Express                                   | Crima din Orient Express                         | Agatha Christie          | 1934      | Nu      |         |
| 42  | The Firm                                                          | Firma (film)                                     | John Grisham             | 1991      | Nu      |         |
| 43  | en:The IPCRESS File                                               |                                                  | Len Deighton             | 1962      | Da      | 9       |
| 44  | Laura                                                             | Laura (film)                                     | Vera Caspary             | 1942      | Nu      |         |
| 45  | en:I, the Jury                                                    | I, the Jury                                      | Mickey Spillane          | 1947      | Nu      |         |
| 46  | Den skrattande polisen (The Laughing Policeman)                   |                                                  | Maj Sjöwall & Per Wahlöö | 1968      | Nu      |         |
| 47  | Bank Shot                                                         |                                                  | Donald E. Westlake       | 1972      | Nu      |         |
| 48  | en:The Third Man                                                  | The Third Man (film)                             | Graham Greene            | 1950      | Da      | 72      |
| 49  | en:The Killer Inside Me                                           |                                                  | Jim Thompson             | 1952      | Nu      |         |
| 50  | Where Are the Children?                                           |                                                  | Mary Higgins Clark       | 1975      | Nu      |         |
| 51  | "A" is for Alibi                                                  | "A" Is for Alibi                                 | Sue Grafton              | 1982      | Nu      |         |
| 52  | The First Deadly Sin                                              | (film)                                           | Lawrence Sanders         | 1973      | Nu      |         |
| 53  | en:A Thief of Time                                                |                                                  | Tony Hillerman           | 1989      | Da      | 69      |
| 54  | In Cold Blood                                                     | Cu sânge rece                                    | Truman Capote            | 1966      | Nu      |         |
| 55  | Rogue Male                                                        |                                                  | Geoffrey Household       | 1939      | Da      | 14      |
| 56  | en:Murder Must Advertise                                          |                                                  | Dorothy L. Sayers        | 1933      | Da      | 22      |
| 57  | en:The Innocence of Father Brown                                  | (nuvele)                                         | G.K. Chesterton          | 1911      | Nu      |         |
| 58  | en:Smiley's People                                                |                                                  | John le Carré            | 1979      | Nu      |         |
| 59  | en:The Lady in the Lake                                           | Doamna din lac                                   | Raymond Chandler         | 1943      | Da      | 47      |
| 60  | en:To Kill a Mockingbird                                          | Să ucizi o pasăre cântătoare                     | Harper Lee               | 1960      | Nu      |         |
| 61  | en:Our Man in Havana                                              | Omul nostru din Havana                           | Graham Greene            | 1958      | Nu      |         |
| 62  | en:The Mystery of Edwin Drood                                     | The Mystery of Edwin Drood                       | Charles Dickens          | 1870      | Nu      |         |
| 63  | en:Wobble to Death                                                |                                                  | Peter Lovesey            | 1970      | Da      | 93      |
| 64  | Ashenden                                                          | (nuvele)                                         | William Somerset Maugham | 1928      | Nu      |         |
| 65  | en:The Seven Per-Cent Solution                                    |                                                  | Nicholas Meyer           | 1974      | Nu      |         |
| 66  | en:The Doorbell Rang                                              |                                                  | Rex Stout                | 1965      | Nu      |         |
| 67  | Stick                                                             |                                                  | Elmore Leonard           | 1983      | Nu      |         |
| 68  | en:The Little Drummer Girl                                        |                                                  | John le Carré            | 1983      | Nu      |         |
| 69  | Brighton Rock                                                     | Brighton Rock                                    | Graham Greene            | 1938      | Da      | 46      |
| 70  | en:Dracula                                                        | Dracula                                          | Bram Stoker              | 1897      | Nu      |         |
| 71  | en:The Talented Mr. Ripley                                        | Talentatul domn Ripley (film)                    | Patricia Highsmith       | 1955      | Da      | 45      |
| 72  | en:The Moving Toyshop                                             |                                                  | Edmund Crispin           | 1946      | Da      | 25      |
| 73  | A Time to Kill                                                    | ...Și vreme e ca să ucizi (film)                 | John Grisham             | 1989      | Nu      |         |
| 74  | en:Last Seen Wearing ...                                          |                                                  | Hillary Waugh            | 1952      | Da      | 12      |
| 75  | Little Caesar                                                     | Micul Cezar (film)                               | William R. Burnett       | 1929      | Nu      |         |
| 76  | The Friends of Eddie Coyle                                        |                                                  | George V. Higgins        | 1972      | Nu      |         |
| 77  | en:Clouds of Witness                                              |                                                  | Dorothy L. Sayers        | 1927      | Nu      |         |
| 78  | From Russia, with Love                                            | From Russia with Love                            | Ian Fleming              | 1957      | Da      | 35      |
| 79  | en:Beast in View                                                  |                                                  | Margaret Millar          | 1955      | Da      | 75      |
| 80  | en:Smallbone Deceased                                             |                                                  | Michael Gilbert          | 1950      | Da      | 64      |
| 81  | en:The Franchise Affair                                           |                                                  | Josephine Tey            | 1948      | Da      | 11      |
| 82  | en:Crocodile on the Sandbank                                      |                                                  | Elizabeth Peters         | 1975      | Nu      |         |
| 83  | en:Shroud for a Nightingale                                       | Shroud for a Nightingale                         | P.D. James               | 1971      | Nu      |         |
| 84  | en:The Hunt for Red October                                       |                                                  | Tom Clancy               | 1984      | Nu      |         |
| 85  | en:Chinaman's Chance                                              |                                                  | Ross Thomas              | 1978      | Nu      |         |
| 86  | en:The Secret Agent                                               | The Secret Agent                                 | Joseph Conrad            | 1907      | Nu      |         |
| 87  | en:The Dreadful Lemon Sky                                         |                                                  | John D. MacDonald        | 1975      | Nu      |         |
| 88  | en:The Glass Key                                                  | Cheia de sticlă                                  | Dashiell Hammett         | 1931      | Da      | 31      |
| 89  | en:A Judgement in Stone                                           |                                                  | Ruth Rendell             | 1977      | Da      | 39      |
| 90  | en:Brat Farrar Come and Kill Me                                   | Brat Farrar                                      | Josephine Tey            | 1950      | Nu      |         |
| 91  | The Chill                                                         | The Chill                                        | Ross Macdonald           | 1963      | Nu      |         |
| 92  | en:Devil in a Blue Dress                                          | Diavolul in rochie albastra                      | Walter Mosley            | 1990      | Nu      |         |
| 93  | The Choirboys                                                     |                                                  | Joseph Wambaugh          | 1975      | Nu      |         |
| 94  | en:God Save the Mark                                              |                                                  | Donald E. Westlake       | 1967      | Nu      |         |
| 95  | Home Sweet Homicide                                               |                                                  | Craig Rice               | 1944      | Nu      |         |
| 96  | The Hollow Man The Three Coffins                                  |                                                  | John Dickson Carr        | 1935      | Da      | 40      |
| 97  | Prizzi's Honour Prizzi's Honor                                    | (film)                                           | Richard Condon           | 1982      | Nu      |         |
| 98  | en:The Steam Pig                                                  |                                                  | James McClure            | 1974      | Nu      |         |
| 99  | Time and Again                                                    | Time and Again                                   | Jack Finney              | 1970      | Nu      |         |
| 100 | en:A Morbid Taste for Bones                                       | Un gust bolnavicios pentru oase                  | Ellis Peters             | 1977      | Da      | 42      |
| 100 | en:Rosemary's Baby                                                | Copilul lui Rosemary                             | Ira Levin                | 1967      | Nu      |         |